# Richard Rappaport

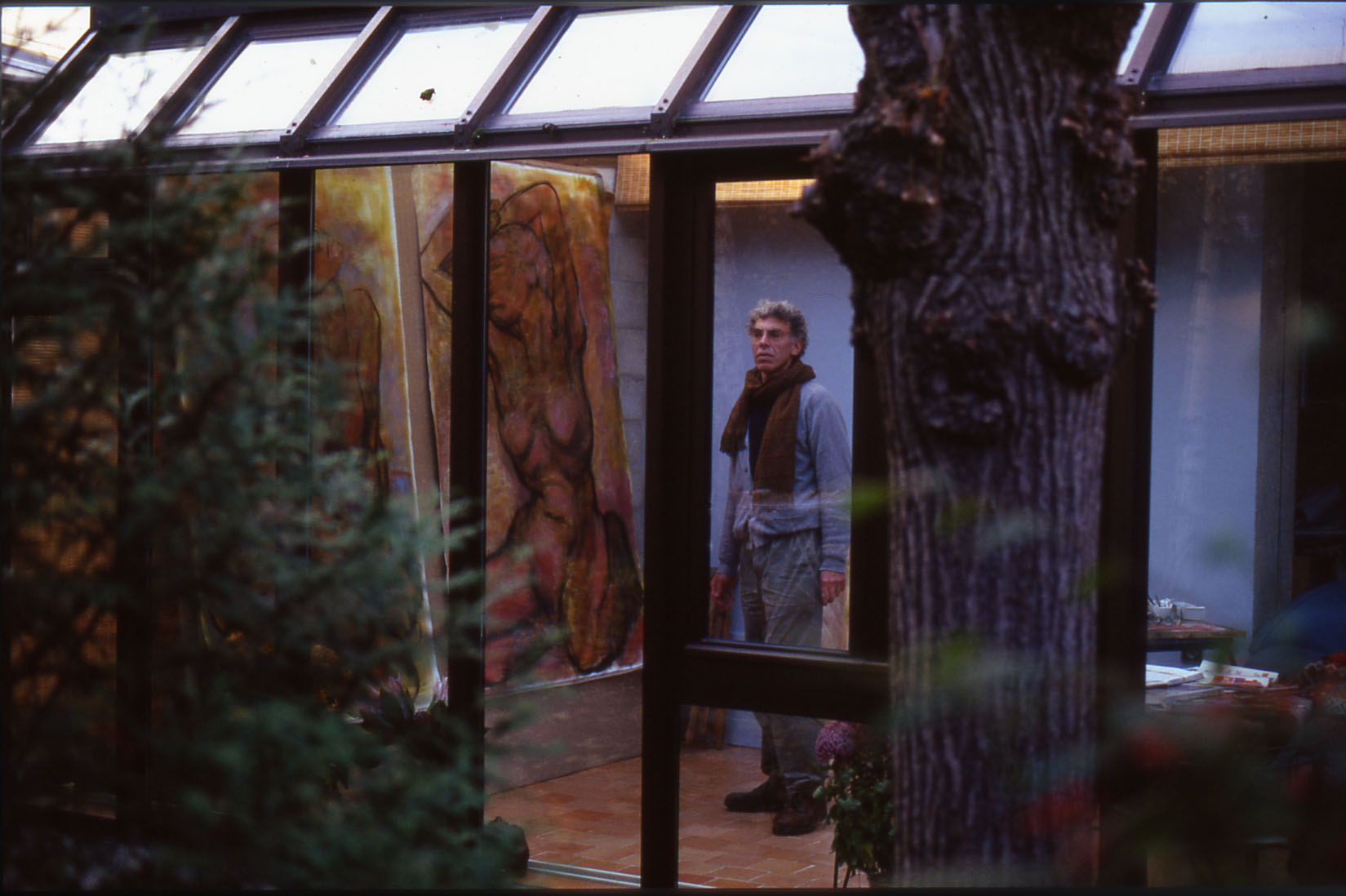
Richard Rappaport in seinem Atelier in Vincennes, 1994

Richard Rappaport (* 1944 in Pittsburgh, Pennsylvania) ist ein US-amerikanischer Maler.

## Leben
Rappaport studierte Kunst am Carnegie Institute of Technology in Pittsburgh (1966 Bachelor of Fine Arts in Painting vom College of Fine Arts). 1981 graduierte er zum Master of Fine Arts am Brooklyn College in New York. 1968 unternahm Rappaport ausgedehnte Studienreisen durch Europa (Italien, Deutschland und Frankreich) und lebte drei Jahre in Paris, wo er in der Cité Internationale des Arts residierte und einige Zeit ein Atelier in dem Vorort Vincennes bewohnte. 1973 zog er ins East Village, Manhattan, New York City und später nach Brooklyn. 1985 kehrte er zurück nach Pittsburgh. Seit 1981 haben internationale Kunstzeitschriften, wie Art in America, Artforum, Flash Art, Bomb, Modern Painters, oder World Art, Rappaports Arbeiten vorgestellt. Als Schüler und enger Freund von Robert Lepper am Carnegie Institute of Technology ist Rappaport, zusammen mit Andy Warhol, Philip Pearlstein, Mel Bochner und Jonathan Borofsky einer der namhaften Maler, die durch Leppers Vorlesungen Individual and Social Analysis beeinflusst wurden. Immer wieder kehrt Rappaport auch zur Porträtmalerei zurück. Für Rappaport ist Malerei als schöpferischer Akt immer verbunden mit Erinnerung und er benützt in der Abstraktion oft Darstellungen, die an christliche Ikonographie erinnern.

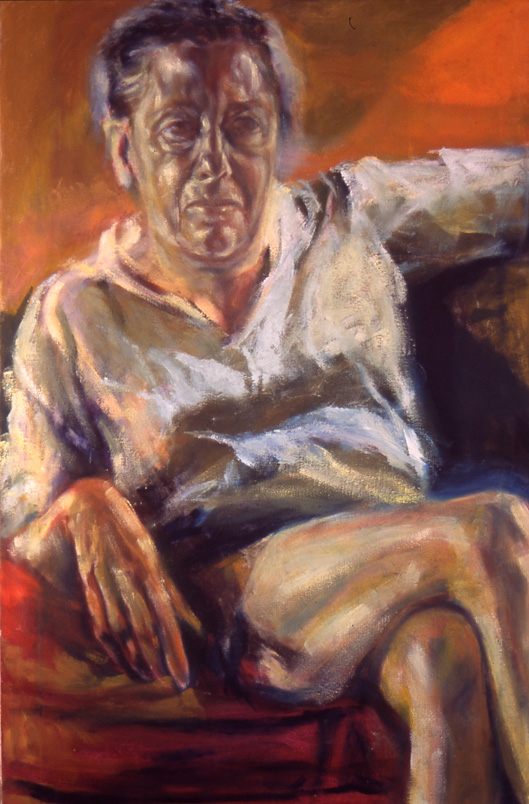
1963 – Mrs. Ress

## Ausstellungen
- 1962 – Scholastic Art & Writing Awards, the National Gold Medal in Drawing.
- 1966 – Solo Exhibition at Skibo hall, Carnegie Mellon University.
- 1967 – Solo Exhibition of the „Oratory Mural“ at Skibo hall, Carnegie Mellon University.
- 1967 – Solo Exhibition at the University of Chicago – Livingston Studio Gallery, Chicago.
- 1967 – Installation of the „Oratory Mural“ at the Institutes for the Achievement of Human Potential, Philadelphia [13].
- 1968 – the Chaloner Prize, as a finalist in the American Academy in Rome Prize Competition.
- 1969 – Solo exhibition at le Cité Internationale des Arts, Paris.
- 1970 – Group exhibition, Jeunes Artistes Americans" at le Centre cultural Americaine, Paris.
- 1974 – 1977 Installation – „Jacob in the Pit“, „Jacob in Mourning“, Public Theater, New York
- 1974 – Solo Exhibition – South Houston Gallery, SoHo, New York.
- 1976 – „Carnegie Mellon Alumni Show“, West Broadway Gallery, SoHo, New York.
- 1982 – „29 Downing Street“, New York City
- 1983, 1984, 1986, 1989, 1991 – Solo exhibitions of paintings at the Blue Mountain Gallery, SoHo, New York City.
- 1995 – Solo exhibition at Magdalena Baxeras Galleria d’Arte, Barcelona
- 1997 – Group exhibition at the University of Rhode Island, Kingston.
- 2005 – „Ashes in the Wind: Works of Mourning“, Garfield Artworks, Pittsburgh.
- 2007 – Group exhibition, „Garden Show: In Full Bloom“ Space Gallery, Pittsburgh.